# Delokalizált elektron

Benzol, az elektronok delokalizációját jelölő körrel

A delokalizált elektron molekulában, ionban, illetve fémben található elektron, amely nem egyetlen atomhoz vagy kovalens kötéshez tartozik. A fogalom némileg eltérő jelentéssel bír a tudomány különböző területein, pontosabban ugyanazon jelenség más és más vonatkozásán van a hangsúly. A delokalizáció a szerves kémiában a rezonancia jelenségére értendő a konjugált rendszerek és az aromás vegyületek esetén. A kifejezés a kvantumkémiában a molekulapálya azon elektronjaira utal, amelyek több szomszédos atomra terjednek ki. Végül pedig a szilárdtestfizikában a kötetlen, szabadon mozgó elektronok megléte esetén használatos, amelyek az elektromos vezetést biztosítják az anyagban.

## Rezonancia
A benzol egyszerű, aromás gyűrűjében a hat π-elektron delokalizációját gyakran körrel jelölik az ábrákon, amely a hat szénatom gyűrűjén belül foglal helyet. Az a tény, hogy az atomok között a hat C–C kötés egyenlő hosszúságú, arra utal, hogy az elektronok delokalizáltak. Ha a molekula szerkezetében váltakozó egyszeres és kétszeres kötések lennének, akkor a kötések is ennek megfelelően váltakozva hosszabbak és rövidebbek lennének. A vegyértékkötés-elméletben a benzolban megjelenő delokalizáció határszerkezetekkel van szemléltetve.

## Molekulapályák
Az általános ab initio kvantumkémiai módszerek delokalizált pályákat eredményeznek, amelyek általában kiterjednek az egész molekulára, és a molekula szimmetriáját veszik fel. Megfelelő unitér transzformációt alkalmazva a delokalizált pályák lineáris kombinációjával lokalizált pályák jönnek létre.
A metánmolekulában például az ab initio számítások kötő jelleget mutatnak négy molekulapálya esetén, egységesen megosztva az elektronokat mind az öt atom között. Két pályaszint van: egy kötő molekulapálya a szén 2s-pályájából alakulva, valamint háromszorosan degenerált kötő molekulapályák a szén 2p-pályáiból. A vegyértékkötés-elmélet különálló kötéseinek megfelelő, lokalizált sp3-pályák a négy molekulapálya lineáris kombinációjával nyerhetők.

## Elektromos vezetés
Delokalizált elektronok a szilárd fémek szerkezetében is léteznek. A fémes szerkezet pozitív ionok (kationok) rendezett halmazából és az őket körülvevő elektronok sokaságából áll. Ez azt jelenti, hogy az elektronok szabadon mozoghatnak a fémes szerkezet egészében, ez pedig olyan tulajdonságok megjelenését eredményezi, mint például a vezetőképesség.
A fémek mellett a szén bizonyos allotrópjai is képesek elektromos áram vezetésére. A gyémántban a szénatom mind a négy külső elektronhéjon lévő elektronja lokalizált a kovalens kötésben lévő atomok között, ezért az elektronok mozgása korlátozott, így a gyémánt nem vezeti az elektromos áramot. Ezzel szemben a grafitban minden szénatom négyből csak három elektront használ kovalens kötések kialakítására, így a grafitra jellemző, hexagonális hálózatú rácsréteg alakul ki. Minden szénatom egy elektronnal járul hozzá az elektronok delokalizált rendszeréhez, amely szintén része a kémiai kötésnek. A delokalizált elektronok szabadon mozoghatnak az egyes grafitrétegekben. A grafit emiatt vezeti az áramot a grafitrétegek síkjában lévő irányokban, de a rétegek között már nem.

## Fordítás
- Ez a szócikk részben vagy egészben  a   Delocalized electron című angol Wikipédia-szócikk ezen változatának fordításán alapul.  Az eredeti cikk szerkesztőit annak laptörténete sorolja fel. Ez a jelzés csupán a megfogalmazás eredetét és a szerzői jogokat jelzi, nem szolgál a cikkben szereplő információk forrásmegjelöléseként.